# Faryngalizacja
Faryngalizacja (od grec. pharynx – ‘gardło’) – proces koartykulacyjny, polegający na utworzeniu podczas artykulacji dźwięku dodatkowego przewężania pomiędzy korzeniem języka a tylną ścianą gardła. Artykulacji tej można nauczyć się, przesuwając nasadę języka do tyłu aż do momentu, gdy poczujemy napięcie mięśni, i nie rozluźniając ich, starając się wypowiedzieć odpowiednią spółgłoskę zwykłą. Faryngalizacja nadaje spółgłosce dodatkowej barwy samogłoski [ɑ]. W transkrypcji IPA dźwięki faryngalizowane oznaczane są symbolem [ˁ] np. [tˁ].
Spółgłoski faryngalizowane występują m.in. językach afroazjatyckich (tzw. spółgłoski emfatyczne), jak również w niektórych językach kaukaskich (w czeczeńskim i ubychijskim), saharyjskich; w Nowym Świecie w językach na-dene i salisz;

## W języku arabskim
W języku arabskim występują faryngalizowane spółgłoski przedniojęzykowe, w transliteracji na alfabet łaciński zapisywane literami z kropką u dołu:
- [tˁ], zapisywane literą ط ţā
- [dˁ], zapisywane literą ض ḍād
- [sˁ], zapisywane literą ﺹ ṣād
- [ðˁ], zapisywane literą ظ ẓā
- [lˁ], jako alofon spółgłoski [l] w wyrazie اﷲ [ʔɑlˁːɑːh] (Allah)

W niektórych wariantach języka arabskiego (np. marokańskim) występują dodatkowo:
- [rˁ]
- [zˁ]

Głoski te są zapożyczeniami z języków berberyjskich.